# 王科 (正德進士)
王科（1490年—？），字進卿，河南彰德府磁州涉縣（今河南省涉縣）人，民籍，明朝政治人物。

## 生平
正德十一年（1516年）丙子科河南鄉試第十九名舉人，正德十六年（1521年）辛巳科会试第五十一名，三甲三十一名進士。授藍田縣知縣。嘉靖四年（1525年），升任工部給事中，曾經彈劾兵部尚書金獻民無功，總兵官趙文、种勛失事，及陝西織造內官擾民，郭勛任用奸人郭彪、鄭鸞等，從而得罪郭勛下獄削籍。當時舉朝都知其冤枉，卻不敢辯白。幾個月后，南京御史吳彥獨抗章請求寬恕。嘉靖帝怒，斥於外地。已而御史張祿亦稱此事，忤旨，被嚴厲批評。自此，再無敢进谏此事之人。居家多年卒。隆慶初年，追贈中順大夫、太常寺少卿。

## 家族
曾祖王源；祖父王禮，曾任典史贈锦衣衛百戶；父王澍，曾任錦衣衛百戶。母劉氏（封安人）。慈侍下。兄王和，錦衣衛總旗。